# Huszonháromszögszámok
A huszonháromszögszámok a figurális számokon belül a sokszögszámok közé tartoznak. Az n-edik huszonháromszögszám, Hn a közös csúcsból rajzolt, legfeljebb n pont oldalhosszúságú szabályos huszonháromszögek körvonalai egymástól különböző pontjainak száma. 
Az n-edik huszonháromszögszám általánosan a következő képlettel adható meg:
{\displaystyle H_{n}={\frac {n(21n-19)}{2}}\quad (n>0)}.
Az első néhány huszonháromszögszám:
1, 23, 66, 130, 215, 321, 448, 596, 765, 955, 1166, 1398, 1651, 1925, 2220, 2536, 2873, 3231, 3610, 4010, 4431, 4873, 5336, 5820, 6325, 6851, 7398, 7966, 8555, 9165, 9796, 10448, 11121, 11815, 12530, 13266, 14023, 14801, 15600, … (A051875 sorozat az OEIS-ben)

## Párosság
A huszonháromszögszámok párossága a páratlan-páratlan-páros-páros mintát követi.

## Tesztelés huszonháromszögszámokra
Az n-edik huszonháromszögszám, {\displaystyle x_{n}} képletét n-re megoldva a következő képletet kapjuk:
{\displaystyle n={\frac {{\sqrt {168x+361}}+19}{42}}.}
Tetszőleges x szám huszonháromszögszám mivolta tesztelhető a fenti képletbe való behelyettesítéssel. Ha n egész számra jön ki, akkor x az n-edik huszonháromszögszám. Ha n nem egész szám, akkor x nem huszonháromszögszám.
Ez egyben tekinthető x huszonháromszöggyöke kiszámításának is. 